# Lumix (DJ)
Luca Michlmayr (Rohrbach-Berg, Áustria, 2002), conhecido pelo nome artístico Lumix (estilizado como LUM!X), é um produtor austríaco de DJ e música, mais conhecido pelos seus hits "Monster" (com Gabry Ponte) e "Thunder" (com Ponte e Prezioso), ambos disco de ouro e platina na Áustria, Alemanha, Dinamarca, França, Itália, Noruega, Países Baixos, Polónia, Suécia e Suíça. Também recebeu platina na Áustria com uma nova versão da música "The Passenger (Lalala)", uma colaboração com Gabry Ponte, Mokaby e DTE. Representou a Áustria no Festival Eurovisão da Canção 2022 com a música "Halo", com Pia Maria

## Discografia

### Singles
- "Underground" (com Moha) (2018)
- "Bounce United (700k)" (2018)
- "Bounce United (1 Million)" (com Helion & Mike Emilio) (2018)
- "Jägermeister" (com Searz) (2019)
- "Waiting for Me" (com Moha) (2019)
- "Monster" (com Gabry Ponte) (2019)
- "Scare Me" (com Gabry Ponte & KSHMR feat. Karra) (2020)
- "The Passenger (Lalala)" (em colaboração com Gabry Ponte, Mokaby e DTE) (2020)
- "Major Tom" (com Hyperclap feat. Peter Schilling) (2021)
- "Annie Are You Ok" (com Mio & Nick Strand) (2021)
- "Secrets" (com Sølo) (2021)
- "Champion" (com Orange Inc & Séb Mont) (2021)
- "Trick Or Treat" (com Milow) (2021)